# How Bizarre (canção)
"How Bizarre" é o primeiro single do grupo musical neozelandês OMC, gravado em 1995. Recebeu o título de música número um pelas paradas de sucesso da Nova Zelândia, New Zealand Music Awards e RIANZ, em 1996, sendo um dos maiores sucessos mundiais naquele ano.